# Schweizerisches Archiv für Volkskunde
Die wissenschaftliche Zeitschrift Schweizerisches Archiv für Volkskunde / Archives suisses des traditions populaires (SAVk/ASTP) ist ein 1897 vom Basler Professor Eduard Hoffmann-Krayer gegründetes, halbjährlich erscheinendes wissenschaftliches Fachorgan der Wissenschaftsdisziplin Volkskunde, die auch unter den Namen Europäische Ethnologie, Kulturanthropologie, empirische Kulturwissenschaft firmiert und die universitär in Forschung und Lehre verankert ist.
Das Schweizerische Archiv für Volkskunde veröffentlicht Originalarbeiten (Abhandlungen, Debatten, Forschungsberichte und Miszellen) zu volkskundlich-alltagskulturellen, kulturanthropologischen, regionalethnographischen und kulturwissenschaftlichen Themen und entsprechende Besprechungen/Rezensionen von Neuerscheinungen. Abhandlungen erscheinen in Deutsch, Französisch, Italienisch und Englisch. Die in der Zeitschrift erscheinenden Beiträge unterliegen einem Peer-review-Verfahren (double-blind).
Das Schweizerische Archiv für Volkskunde wird von Empirische Kulturwissenschaft Schweiz (bis 2023: Schweizerische Gesellschaft für Volkskunde) herausgegeben und aktuell vom Herausgeber-Team Sabine Eggmann und Konrad J. Kuhn verantwortet.
Die Zeitschrift ist digitalisiert zugänglich und im Volltext durchsuchbar.